# Revolutionärer Kampf

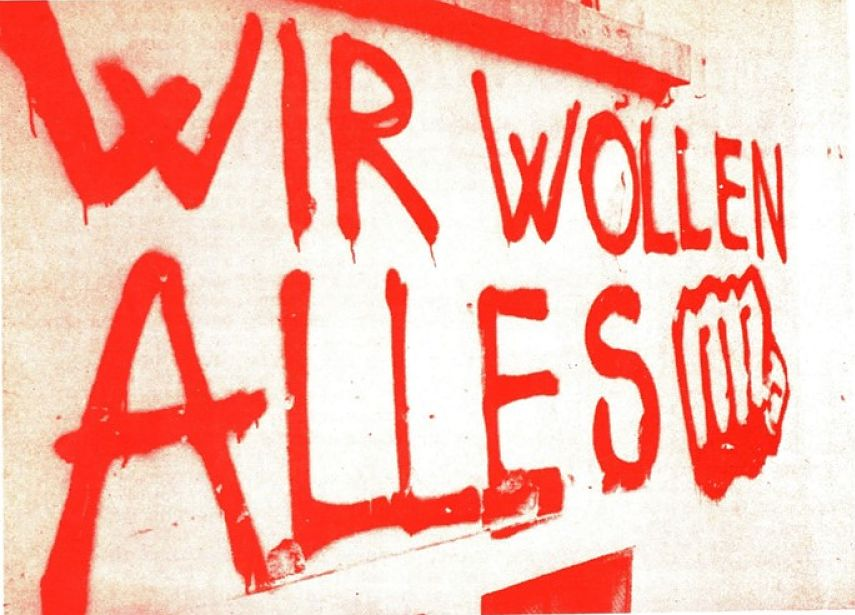
Wir wollen alles (1973).

Den Namen Revolutionärer Kampf (RK) gab sich eine aus der antiautoritären Studentenbewegung von 1968 hervorgegangene informelle politische Organisation in Frankfurt am Main, die sich zuvor „Betriebsprojektgruppe“, (BPG Frankfurt), genannt hatte. Es handelte sich um einen Zirkel sozialistischer Studenten, die eine „Proletarische Revolution“ in Westeuropa für notwendig hielten und darauf hinarbeiten wollten.

## Geschichte
Nach dem Vorbild einiger operaistischer Gruppen aus Italien (zum Beispiel Potere operaio oder Lotta Continua) sollten in einem ersten Schritt politisch aktive Betriebsgruppen aus Studenten und Arbeitern in Fabriken gebildet werden. Damit grenzte sie sich von anderen Richtungen und Organisationen in der Nachfolge der Studentenbewegung ab, wie der KPD/AO, die in ihren Augen ohne jeden Kontakt zum Proletariat am Schreibtisch Lenin-Exegese und Marx-Philologie betrieben. Sie bildeten eine Betriebsgruppe bei den Opel-Werken in Rüsselsheim, wo eine Flugblattserie bzw. dann eine Betriebszeitung herausgegeben wurde, die aber dort keinen nennenswerten Erfolg hatte, und sich nach einigen Jahren weitgehend auflöste. Der RK erweiterte seine politische Tätigkeit außerhalb der Fabriken, eine Frauengruppe bildete sich zu feministischen Themen, um die Betriebsarbeit bei Opel kümmerte sich ein „Opel-Kollektiv“. Ab 1973 arbeitete der RK maßgeblich an der überregionalen Sponti-Zeitung Wir Wollen Alles (WWA) mit, deren erstes großes Thema der Streik bei der Hoesch AG Dortmund vom 8. bis 10. Februar 1973 war, und die danach sowohl den Frankfurter Häuserkampf als auch zahlreiche der 'wilden Streiks' des Sommers 1973 beschrieb.

## Bekannte Mitglieder
Bekannte Mitglieder des Revolutionären Kampfes waren der spätere Kabarettist Matthias Beltz, der mehrere Jahre bei Opel blieb und es bis zum Vertrauensmann brachte, der Gründer des Frankfurter Varieté-Theaters Tigerpalast Johnny Klinke, die Übersetzerin Eva Moldenhauer, der Psychoanalytiker und Sexualwissenschaftler Reimut Reiche, die späteren Politiker Tom Koenigs, Daniel Cohn-Bendit und Joschka Fischer sowie der Publizist Thomas Schmid.